# Weihnachtsmann Junior
Weihnachtsmann Junior (Originaltitel: L'Apprenti Père Noël) ist eine französische Zeichentrickserie aus dem Jahr 2006. 2010 erschien der Film Weihnachtsmann Junior – Der Film.

## Handlung
Der achtjährige Niklas lebt in einem Heim in Australien. Eines Tages bekommt er Besuch von einem Wichtel, welcher ihm verkündet, dass er der neue Weihnachtsmann sein wird, da alle 163 Jahre ein neuer Weihnachtsmann gefunden werden muss. Seine Amtszeit soll allerdings erst in 15 Jahren beginnen und vorher soll er eine Ausbildung bei dem aktuellen Weihnachtsmann machen, der dann nach 178 Jahren Amtszeit in den Ruhestand geht.

## Produktion und Veröffentlichung
Die deutsche Erstausstrahlung fand am 18. Dezember 2006 auf Super RTL statt. Regie führte Luc Vinciguerra und für die Musik sorgte Nerida Tyson-Chew. Am Drehbuch waren Jan Van Rijsselberge, Héloïse Capoccia, John Vernon und Alexandre Reverend beteiligt.
Produziert wurden 2 Staffeln mit 50 Episoden sowie die zwei Filme Weihnachtsmann Junior – Der Film bzw. Weihnachtsmann Junior – Wie alles begann (im Original: L’Apprenti Père Noël) und der nicht ins Deutsche übersetzte Film L’Apprenti Père Noël et le flocon magique.

## Episodenliste

### Staffel 1
| Folge | deutscher Titel                | französischer Titel          | deutsche Erstausstrahlung |
| 1     | Und wenn ich es nicht bin?     | Et si ça n’était pas moi ?   | 18. Dezember 2006         |
| 2     | Niklas’ Geschenk               | Et si ça n’était pas moi ?   | 18. Dezember 2006         |
| 3     | Eine lange Nacht               | Une longue nuit              | 19. Dezember 2006         |
| 4     | Es gibt ihn nicht              | Il n’existe pas              | 19. Dezember 2006         |
| 5     | Der Rivale                     | Le rival                     | 20. Dezember 2006         |
| 6     | Zu dick für Weihnachten        | Enveloppé, c’est pesé        | 20. Dezember 2006         |
| 7     | Der Superschlitten             | Le Caprice du Père Noël      | 21. Dezember 2006         |
| 8     | Der Verantwortliche            | Le Responsable               | 21. Dezember 2006         |
| 9     | Das größte Geheimnis von allen | Le Plus Grand des secrets    | 22. Dezember 2006         |
| 10    | Die ist nie zufrieden          | Jamais contente              | 22. Dezember 2006         |
| 11    | Die Kaminprüfung               | Le passage du premier grelot | 23. Dezember 2006         |
| 12    | Die beschimpften Lichterketten | Les Guirlandes enguirlandées | 23. Dezember 2006         |
| 13    | Die geheime Tür                | La Porte secrète             | 24. Dezember 2006         |
| 14    | Die Braut des Weihnachtsmanns  | La Fiancée du Père Noël      | 24. Dezember 2006         |
| 15    | Sternenstaub                   | Poussière d’étoile           | 16. November 2007         |
| 16    | Ein Ehemann für Beatrice       | Solange est devenue coquette | 16. November 2007         |
| 17    | Und danach?                    | Et après ?                   | 17. November 2007         |
| 18    | Niklas im Stress               | Débordé !                    | 17. November 2007         |
| 19    | Alles vergessen!               | La Mémoire de Noël           | 18. November 2007         |
| 20    | Das Goldene Rentier            | Le grand examen              | 18. November 2007         |
| 21    | Das Schneemonster              | L’Outre infernale            | 19. November 2007         |
| 22    | Das Mobile                     | Le Mobile                    | 19. November 2007         |
| 23    | Der alte Zauberer              | Le Vieux Magicien            | 20. November 2007         |
| 24    | Weihnachten mal anders         | Changez tout !               | 20. November 2007         |
| 25    | Feiern beim Weihnachtsmann     | Père Noël Playa Club         | 21. November 2007         |
| 26    | Weihnachtspapa                 | Papa Noël                    | 21. November 2007         |

### Staffel 2
| Folge | deutscher Titel                     | französischer Titel              | deutsche Erstausstrahlung |
| 27    | Eine richtige Familie               | Une vraie famille                | 22. November 2007         |
| 28    | Das Geschenke-Monster               | Le monstre des cadeaux           | 22. November 2007         |
| 29    | Ein Geschenk für den Weihnachtsmann | La surprise                      | 23. November 2007         |
| 30    | Das Weihnachtsgespenst              | Le petit fantôme de Noël         | 23. November 2007         |
| 31    | Einmal Baby hin und zurück          | Un cadeau empoisonné             | 24. November 2007         |
| 32    | Der verlorene Bär                   | L’ours perdu                     | 24. November 2007         |
| 33    | Oma Nicole                          | Plaisir d’offrir                 | 26. November 2007         |
| 34    | Niklas’ erstes Spielzeug            | Brevet pour un premier jouet     | 26. November 2007         |
| 35    | Der große Test                      | Prêt pour le test                | 27. November 2007         |
| 36    | Der Meteorit                        | La météorite                     | 27. November 2007         |
| 37    | Das Geheimnis der Rentiergeweihe    | Le secret des rennes             | 28. November 2007         |
| 38    | Marcos Glücksstern                  | Trop de chance                   | 28. November 2007         |
| 39    | Echte Geschenke                     | Les jouets en vrai               | 29. November 2007         |
| 40    | Die (Heavy)Metal-Oma                | Métal Mamie                      | 29. November 2007         |
| 41    | Wer ist der echte Weihnachtsmann?   | On a changé le Père Noël !       | 30. November 2007         |
| 42    | Das Wichtel-Diplom                  | Le brevet de lutin               | 30. November 2007         |
| 43    | Die Mammut-Probe                    | L’épreuve du mammouth            | 4. Dezember 2007          |
| 44    | Das Wichtel-Wundermittel            | Le perlinlutin                   | 11. Dezember 2008         |
| 45    | Der Fan vom Weihnachtsmann          | Le fan du Père Noël              | 4. Dezember 2007          |
| 46    | Spaß beiseite                       | Blague à part                    | 4. Dezember 2007          |
| 47    | Oh Tannenbaum                       | Mon beau sapin                   | 3. Dezember 2007          |
| 48    | Das Spiel um die goldene Bommel     | La remise du pompon d’or         | 5. Dezember 2007          |
| 49    | Das vorletzte Adventstürchen        | L’avant-dernière case de l’Avent | 6. Dezember 2007          |
| 50    | Weihnachtstücken                    | Embûches de Noël                 | 7. Dezember 2007          |